# Camaegeria xanthomos
Camaegeria xanthomos is een vlinder uit de familie wespvlinders (Sesiidae), onderfamilie Sesiinae. De wetenschappelijke naam van deze soort is voor het eerst geldig gepubliceerd in 2012 door Daniel Bartsch en Jutta Berg.
De soort komt voor in Madagaskar. Het type werd verzameld door Berg en Bartsch op 25 november 2004 in het Forêt pluviale de Maromiza NR in het district Moramanga (provincie Toamasina) in het oosten van Madagaskar, 18°58'12–18"Z 48°27'18–54"O, en wordt bewaard in het SMNS, Stuttgart, Duitsland.